# Unterstadion
Unterstadion település Németországban, azon belül Baden-Württembergben. Lakosainak száma 905 fő (2023. december 31.).

## Népesség
A település népessége az elmúlt években az alábbi módon változott:
| Lakosok száma | 492  | 489  | 540  | 547  | 565  | 613  | 689  | 747  | 752  | 905  |
|               | 1961 | 1967 | 1974 | 1980 | 1987 | 1993 | 2000 | 2006 | 2013 | 2023 |